# Yotam Ottolenghi
Yotam Assaf Ottolenghi (né le 14 décembre 1968) est un chef et auteur anglo-israélien. Il est connu pour ses livres de recettes de cuisine Ottolenghi (2008), Plenty (2010), Jerusalem (2012), Simple (2018) et Flavour (2020).

## Biographie
Yotam Assaf Ottolenghi naît le 14 décembre 1968 à Jérusalem, fils de Michael Ottolenghi, professeur de chimie de l'université hébraïque de Jérusalem et de Ruth Ottolenghi, proviseur de lycée. Il grandit à Ramat Denya, Jérusalem. Il a une sœur aînée, Tirza Florentin et un frère cadet, Yiftach, tué lors d'un entraînement pendant son service militaire en 1992,. Yotam Ottolenghi passe souvent ses étés en Italie durant son enfance d'où est originaire son père.
En 1989, Yotam Ottolenghi est enrôlé dans les Forces de défense israéliennes, servant trois ans au quartier général du renseignement de l'armée israélienne (Tsahal). Il suit ensuite le programme interdisciplinaire Adi Lautman pour étudiants exceptionnels de l'université de Tel Aviv, où, en 1997, il obtient une licence et une maîtrise combinées en littérature comparée, tout en assurant un job à mi-temps au news desk du quotidien Haaretz. Sa thèse porte sur la philosophie de l'image photographique.
En 1997, Ottolenghi et son partenaire de l'époque Noam Bar déménagent à Amsterdam, où Ottolenghi veut obtenir un doctorat en littérature comparée. Il change finalement de projet et part à Londres pour étudier la cuisine française au Cordon Bleu.
Ottolenghi  rencontre son partenaire Karl Allen en 2000. Ils se marient en 2012 et vivent à Camden avec leurs deux fils, Max (né en 2013) et Flynn (né en 2015),,.
En 2013, Ottolenghi se présente comme un père gay dans un essai du Guardian qui détaille le long processus de conception de Max via la gestation pour autrui, une option qui, selon Ottolenghi, devrait être plus largement accessible à ceux qui ne peuvent pas concevoir naturellement.
Yotam Ottolenghi est chef pâtissier dans trois restaurants londoniens : le Capital Restaurant (étoilé au guide Michelin), le Kensington Place et le Launceston Place à Kensington New Town. En 1999, il devient chef pâtissier de la pâtisserie artisanale Baker and Spice, où il rencontre le chef palestinien Sami Tamimi, né en 1968, qui a grandi dans la vieille ville de Jérusalem.
Ottolenghi et Tamimi se lient sur une langue commune — l'hébreu — et une « incompréhension commune de la nourriture traditionnelle anglaise ».
En 2002, le duo (en collaboration avec Noam Bar) ouvre le delicatessen Ottolenghi dans le quartier de Notting Hill à Londres qui remporte rapidement du succès avec ses plats inventifs, caractérisés par la mise en avant des légumes, des combinaisons de saveurs peu orthodoxes et l'abondance d'ingrédients du Moyen-Orient tels que l'eau de rose, le zaatar et la mélasse de grenade,,. La marque Ottolenghi se développe ensuite pour inclure deux autres épiceries fines (à Kensington et Belgravia), un restaurant classique à Islington, une brasserie nommée NOPI à Soho et un restaurant axé sur les légumes nommé Rovi qui ouvre ses portes à Fitzrovia en juin 2018.
En 2006, Ottolenghi commence à écrire une chronique hebdomadaire pour The Guardian intitulée The New Vegetarian. Influencées par l'écriture simple et ancrée dans la culture de Nigella Lawson et Claudia Roden, les recettes d'Ottolenghi s'inscrivent rarement dans les catégories alimentaires ou culturelles traditionnelles.
Il explique que sa mission est de « célébrer [e] les légumes ou les légumineuses sans leur donner le goût de la viande, ni comme un complément de la viande, mais d'être ce qu'ils sont. Cela dessert les végétariens, de donner aux légumes la deuxième place. ».
Son premier livre de cuisine Ottolenghi, publié en 2008, se vend à plus de 100 000 exemplaires. Sept volumes suivent : les livres de cuisine Plenty (2010) et Plenty More (2014), Jérusalem (2012), Nopi (2015), le livre de recettes de desserts Sweet (2017 ), Simple (2018) et Flavour (2020). Avant Noël 2021, ses livres se sont vendus à 400 000 exemplaires en France.
En 2014, le London Evening Standard note qu'Ottolenghi a « radicalement réécrit la façon dont les Londoniens cuisinent et mangent » et Bon Appétit écrit qu'il « fait aimer les légumes au monde »,.
Ottolenghi anime trois émissions spéciales télévisées : Jerusalem on a Plate (BBC4, 2011), Fête méditerranéenne d'Ottolenghi (More4, 2012) et Fête des îles méditerranéennes d'Ottolenghi (More4, 2013). En 2017, il est juge invité lors de la neuvième et de la onzième saison du jeu télévisé de cuisine Masterchef Australia. Il refuse de nombreuses offres de juges invités et accepte d'apparaître sur Masterchef Australia « parce que c'est assez humain et positif ... Il s'agit du développement personnel des candidats plus que de la concurrence. »

## Ouvrages

### Publiés en français
- Yotam Ottolenghi et Sami Tamimi (trad. de l'anglais), Jérusalem, Paris, Hachette pratique, coll. « cuisine », octobre 2013 (1re éd. septembre 2012), 324 p. (ISBN 978-2-01-231575-4, présentation en ligne)
- Yotam Ottolenghi, Sami Tamimi et Richard Learoyd, Le Cookbook, Paris, Hachette pratique, septembre 2014, 304 p. (ISBN 9782012388390, lire en ligne)

- Yotam Ottolenghi et Jonathan Lovekin, Plenty. Les recettes végétariennes de Yotam Ottolenghi, Paris, Hachette pratique, octobre 2015, 288 p. (ISBN 9782011776068, lire en ligne)
- Yotam Ottolenghi et Jonathan Lovekin, Plenty more. Les nouvelles recettes végétariennes de Yotam Ottolenghi, Paris, Hachette pratique, octobre 2015, 352 p. (ISBN 9782011776075, lire en ligne)
- Yotam Ottolenghi et Hélène Goh (trad. de l'anglais), Sweet : 100 recettes de douceurs, Vanves, Hachette Pratique, coll. « Cuisine », octobre 2017, 372 p. (ISBN 978-2-01-625818-7, présentation en ligne).
- Yotam Ottolenghi (trad. de l'anglais), Simple, Vanves, Hachette Pratique, coll. « Cuisine », octobre 2018, 352 p. (ISBN 978-2-01-135683-3, présentation en ligne).
- Yotam Ottolenghi et Ramael Scully (trad. de l'anglais), Nopi, Vanves, Hachette pratique, coll. « Cuisine », octobre 2019, 352 p. (ISBN 978-2-01-945165-3, présentation en ligne).
- Yotam Ottolenghi et Ixta Belfrage (trad. de l'anglais), Flavour : Plus de légumes, plus de saveurs, Paris, Hachette Pratique, coll. « Cuisine », octobre 2020, 317 p. (ISBN 978-2-01-945339-8, présentation en ligne).

### Publiés dans d'autres langues
- (en) Ottolenghi: The Cookbook (2008) (avec Sami Tamimi)
- (en) Plenty: Vibrant Vegetable Recipes from London's Ottolenghi (2010)
- (en) Jerusalem: A Cookbook (2012) (avec Sami Tamimi)
- (es) Yotam Ottolenghi et Sami Tamimi, Jerusalén : Crisol de las cocinas del mundo, Salamandra, décembre 2015, 320 p. (ISBN 978-84-16295-02-9).

- (en) Plenty More : Vibrant Vegetable Cooking from London's Ottolenghi (2014)
- (en) Nopi: The Cookbook (2015) (avec Ramael Scully)

- (en) Sweet: Desserts from London's Ottolenghi (2017) (avec Helen Goh)
- (en) Ottolenghi Simple: A Cookbook (2018)

- (es) Yotam Ottolenghi, Exuberancia : la vibrante cocina vegetariana, Salamandra, novembre 2016, 352 p. (ISBN 978-84-16295-07-4, présentation en ligne).

- (en) Yotam Ottolenghi et Ixta Belfrage, Flavour, Random House UK, coll. « Ebury Press », août 2020, 320 p. (ISBN 978-1-78503-893-8, présentation en ligne).

### Bases de données et dictionnaires
- (en) Site officiel
- Ressource relative à l'audiovisuel :   - IMDb
- Notices d'autorité :   - VIAF
  - ISNI
  - BnF (données)
  - IdRef
  - LCCN
  - GND
  - Espagne
  - Pays-Bas
  - Pologne
  - Israël
  - NUKAT
  - Norvège
  - Tchéquie
  - WorldCat